# دانای گارسیا
دانای گارسیا (به اسپانیایی: Danay García) بازیگر کوبایی

## زندگی
بازی را از سال ۲۰۰۶ (میلادی) آغاز کرده و با بازی در فیلم فرار از زندان شهرت یافت.
او از ده سالگی عضو گروه رقص هاوانا شد و جز بهترین رقاصان کوبا بود اما حالا او بازیگر است و در لس آنجلس زندگی می‌کند.

## فیلمشناسی
- (۲۰۰۶ میلادی)، در فیلم دانیکا در نقش مایرا
- (۲۰۰۷ میلادی)، در فیلم میامی در نقش کمیله توز
- (۲۰۰۹–۲۰۰۷ میلادی)، در فرار از زندان در نقش صوفیا لوگو
- (۲۰۰۹ میلادی)، در فیلم پاک کن در نقش انا
- (۲۰۱۳ (میلادی)، در سریال (سوپرنچرال) در نقش لیزی
- ۲۰۱۴ لیز در سپتامبر